# Шукуров, Алибай
Алибий Шукуров (2 мая 1977, Махачкала) — азербайджанский легкоатлет, участник Олимпийских игр 2004 года.

## Спортивная карьера
Основной дистанцией Шукурова являются 800 м.
Член сборной команды Азербайджана с 1999 года.
Он выиграл отбор на летние Олимпийские игры 2004 года, после того, как он установил национальный рекорд в 1:46,64 на соревнованиях по легкой атлетике в Баку.

### Олимпийские игры — 2004
Алибий Шукуров принял участие в легкоатлетическом турнире в рамках Олимпиады—2004 в Афинах. Он участвовал в первом забеге предварительного этапа в беге на 800 м. В этом забеге он занял 7-е место с результатом 1:51,11, опередив боливийского бегуна Фадрике Иглесиаса
.

## Постспортивная деятельность
Шукуров в настоящее время проживает в Стамбуле, где он работает в клубе «Фенербахче».